# Корзаљиола (Кунео)
Корзаљиола је насеље у Италији у округу Кунео, региону Пијемонт.
Према процени из 2011. у насељу је живело 33 становника. Насеље се налази на надморској висини од 618 м.